# Groupe de parole
Un groupe de parole est une pratique de psychothérapie qui rassemble plusieurs personnes, patients, membres du personnel d'une institution, etc., généralement autour d'un thème prédéfini et afin de permettre l'expression de conflits, de  souffrances et éventuellement de réflexions sur les moyens de les résoudre. 
Il est fréquemment proposé à un personnel soignant comme espace pour exprimer des difficultés professionnelles,. 
Il est appelé groupe de parole de supervision ou groupe de parole d'analyse de pratique selon les objectifs définis.
L'expression « groupe de parole » est également utilisée dans le cadre du développement personnel, coaching et diverses pratiques New Age.
Les conseillers conjugaux et familiaux sont aussi formés à l'animation de groupes, et peuvent animer des groupes de paroles, qui ne sont pas des thérapies de groupe ni du coaching, mais des lieux de soutien pour déposer sa souffrance, faire le point sur sa vie, améliorer l'estime de soi et trouver l'énergie pour poser des actes et avancer.
Il existe des groupes de parole de toutes sortes : 

- pour les parents
- pour les descendants et victimes de la Shoah[5]
- autour de difficultés spécifiques : groupes de parole anonymes (les Alcooliques anonymes avec leur programme en douze étapes (en) qui ont inspiré les Narcotiques anonymes, les Débiteurs anonymes (en), les Dépendants affectifs et sexuels anonymes (en), les Outremangeurs Anonymes, etc.) qui connaissent un essor en France, particulièrement les réunions en distanciel, moins intimidantes, depuis les confinements liés à la pandémie de Covid-19[6]
- pour informer et soutenir les personnes atteintes de TOC (l'AFTOC organise et anime une quinzaine de groupes de paroles en France)
- destinés aux entendeurs de voix (voir Mouvement des entendeurs de voix)
- pour les victimes d'inceste et de pédocriminalité

Des groupes de paroles ont été également créés au Rwanda dans les années 2000 pour aider les rescapés du génocide des Tutsi en 1994. Ces groupes ont été notamment créés à l'initiative du psychiatre Naasson Munyandamutsa,et de la thérapeute Emilienne Mukansoro. « Nous avons lancé ce projet en 2012 avec le regretté Dr Naasson Munyandamutsa, en tant que travailleurs sociaux, nous avons pensé qu'il valait mieux s'occuper du bien-être psychologique des survivants, car ils avaient besoin de retrouver leur stabilité émotionnelle plus que tout ». « J’avais découvert à quel point il est important de se sentir écouté par des personnes ayant vécu la même chose que soi. Face à l’horreur, le groupe materne les participants. Partagée, la souffrance devient plus légère », explique-t-elle encore,.